# Rosario + Vampire
Rosario + Vampire (ロザリオとバンパイア, Rozario to Banpaia) é uma série de mangá escrita e ilustrada por Akihisa Ikeda. A história gira em torno de Tsukune Aono, um garoto que sem querer, se matricula numa escola para monstros. Mas se torna amigo de Moka Akashiya, uma vampira que logo desenvolve uma obsessão por seu sangue, e mais tarde encontra outras meninas youkais que se apaixonaram por ele. O mangá começou a serialização na edição de agosto de 2004 na revista Monthly Shonen Jump e terminou na edição de junho de 2007 (um capítulo extra foi serializado na revista Weekly Shonen Jump entre setembro de 2007), e vendeu dez volumes entre outubro de 2004 e outubro de 2007. Rosario + Vampire: II (ロザリオとバンパイア seasonII, Rozario to Banpaia Shīzun Tsū), a continuação da série, foi serializada na edição de novembro de 2007 pela Jump Square para a edição de março de 2014, com um capítulo epílogo em abril. No Brasil, o mangá está sendo lançado pela Editora JBC, sendo o primeiro volume lançado em agosto de 2010.
O mangá foi adaptado para anime com 13 episódios e Rosario + Vampire estreou no Japão entre janeiro até março de 2008. A segunda temporada intitulada, Rosario + Vampire Capu2, estreou no Japão entre outubro até dezembro de 2008. Embora usando os mesmos personagens, o anime segue uma linha completamente diferente. O mangá trata principalmente do amadurecimento dos personagens e de questões como xenofobia, preconceito e intolerância (assim como a possibilidade de superação destes). A primeira temporada do anime foca na paixão das "monstrinhas" por Tsukune e acentua os aspectos ecchi. Na segunda temporada o lado ecchi se torna predominante e o enredo se afasta quase por completo do mangá. Há mudanças mesmo na psicologia dos personagens. O caso mais notório é o da Kurumu Kurono. No mangá ela é carinhosa, meiga e não muito forte nas lutas. No anime ela é incisiva, "extrovertida" e excelente lutadora.

## Enredo
Tsukune Aono, um garoto comum de 15 anos, não pôde entrar para o ensino médio devido às más notas na escola. Porém, seu pai, durante uma caminhada, vê um homem (por ele descrito como um sacerdote) deixar cair ao chão um documento. Ao pegá-lo, viu que se tratava de uma carta-convite ao portador para ingressar numa escola de ensino médio, a Youkai Gakuen (na versão em inglês, Youkai Academy). Sem dar ou pedir satisfações ao homem, leva o folheto para casa e o apresenta à esposa e ao filho como sendo a solução para o problema de Tsukune. Entretanto, a Youkai Gakuen é um internato para youkais (demônios), onde além dos conteúdos curriculares tradicionais os alunos são preparados para coexistir com os humanos e assim conseguirem sobreviver num mundo hoje dominado por estes últimos. Humanos não podem entrar nesta escola, e o regulamento prevê que qualquer um que ali pise seja imediatamente morto. Certo de que entrou ali por engano e temendo por sua vida, Tsukune tenta fugir da escola, mas decide ficar por se apaixonar por Moka Akashiya, uma bela vampira que também estuda ali. Ele decide permanecer, escondendo a sua natureza humana de alunos e professores. Ele também descobre que, quando o rosário em torno do pescoço de Moka é removido, a sua verdadeira natureza emerge. Ao longo do tempo vão entrando outros personagens, como a succubus Kurumu, a bruxa Yukari, a Dama das Neves Mizore, entre outros. A história se desenrola mostrando o amadurecimento dos personagens à medida que vão enfrentando uma série de desafios.